# Marvin Minsky
Marvin Lee Minsky (Nueva York, 9 de agosto de 1927-Boston, 24 de enero de 2016) fue un científico estadounidense. Es considerado uno de los padres de la inteligencia artificial. Fue cofundador del laboratorio de inteligencia artificial del Instituto de Tecnología de Massachusetts (MIT).

## Biografía
Marvin Lee Minsky nació en la ciudad de Nueva York, en el seno de una familia judía. Asistió a la Escuela Fieldston y a la Escuela Secundaria de Ciencias del Bronx. Más tarde asistió a la Academia Phillips en Andover, Massachusetts. 
Tras acabar la secundaria se unió a la Marina de los Estados Unidos. Tras dos años de servicio, entró en la Universidad de Princeton, donde se graduaría en 1950.
Hasta su muerte, ocupó la plaza de Profesor Toshiba de los Medios de Comunicación y las Ciencias en el Instituto de Tecnología de Massachusetts (MIT).
Minsky contribuyó  al desarrollo de la descripción gráfica simbólica, geometría computacional, representación del conocimiento, semántica computacional, percepción mecánica, aprendizaje simbólico y conexionista. En 1951 creó SNARC, el primer simulador de redes neuronales. Fue el inventor de las patentes del casco de realidad virtual en 1963 y del microscopio confocal en 1957 (antecesor de los ampliamente utilizados y modernos microscopios confocales de barrido por láser).
Escribió el libro «Perceptrones» (con Seymour Papert), que se convirtió en el trabajo fundacional en el análisis de redes neuronales artificiales. Su crítica a ese campo ha sido indicada como responsable de la desaparición virtual de la investigación académica en redes neuronales artificiales durante los años 1970.
Minsky fue consejero en la película 2001: Una odisea del espacio y hay referencias a él tanto en la película como en el libro. Durante la filmación Minsky casi muere en un accidente.
Minsky también fue responsable de sugerir la trama de «Jurassic Park» a Michael Crichton durante un paseo por la playa de Malibú. En ese punto los dinosaurios fueron concebidos como autómatas. Más tarde Crichton hizo uso de sus conocimientos en biomedicina y concibió los dinosaurios como clones.

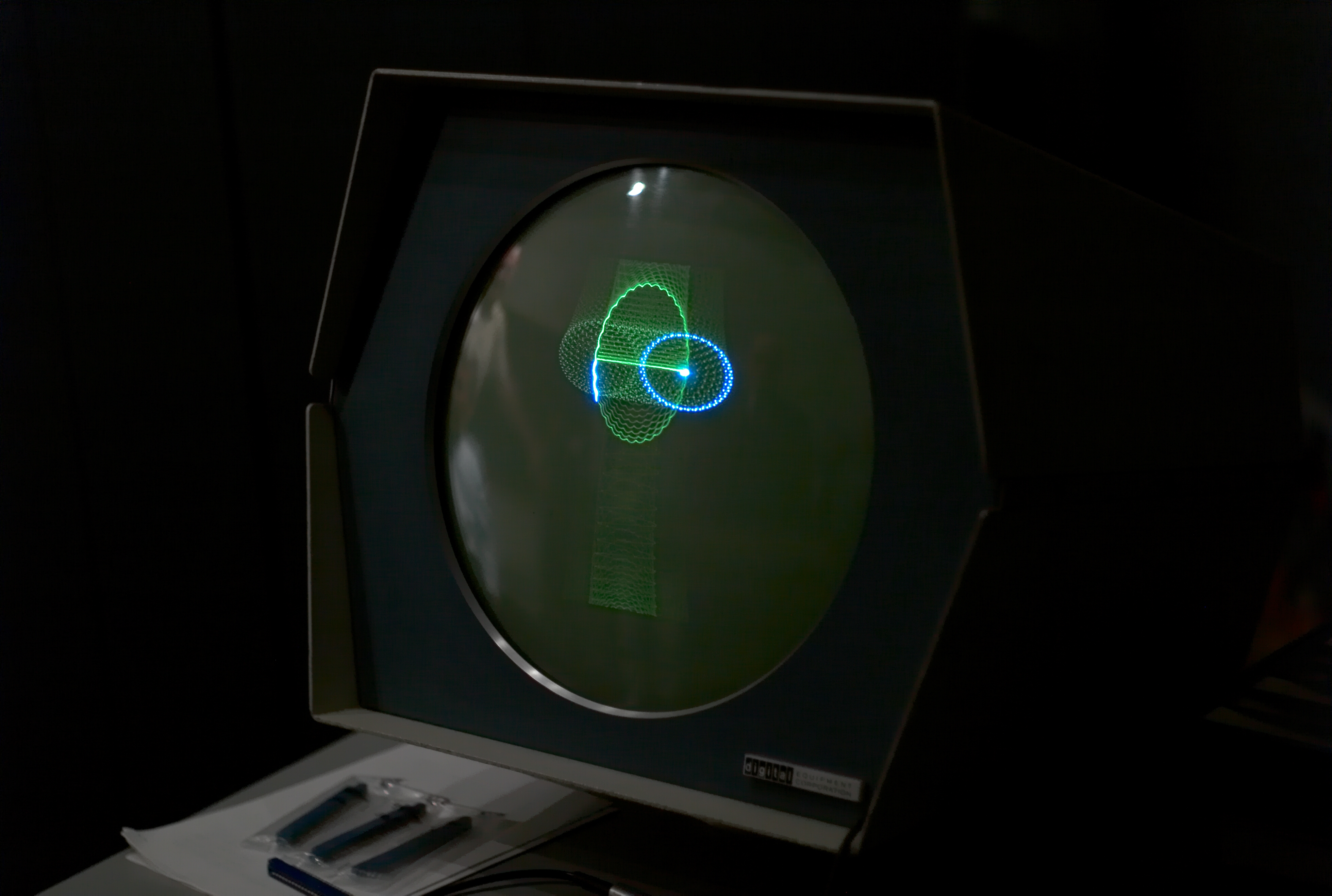
El Minskytron o «Pantalla de tres posiciones» operado por la minicomputadora de la compañía ya desaparecida Digital Equipment Corporation (DEC) su modelo PDP-1 en El Museo de Historia de computación, localizado en California, Estados Unidos, mismo monitor que se utilizó en el primer videojuego Spacewar!, Fotografía-2007.

Minsky recibió el Premio Fundación BBVA Fronteras del Conocimiento 2013 en Tecnologías de la información y la comunicación. El jurado de dicho premio destacó sus trabajos sobre el aprendizaje de las máquinas, en sistemas que integran la robótica, el lenguaje, la percepción y la planificación además de la representación del conocimiento basada en marcos (frames), han conformado el campo de la inteligencia artificial.

## Premios y reconocimientos
Durante su carrera profesional le fueron concecidos varios premios y reconocimientos:
- 1970: Premio Turing, Association for Computing Machinery
- 1978: Doubleday Lecturer, Smithsonian Institution
- 1979: Messenger Lecturer, Cornell University, 1979
- 1986: Doctor honoris causa, Free University of Brussels
- 1987: Doctor honoris causa, Pine Manor College
- 1989: Premio Killian, MIT
- 1990: Premio Japan Laureate
- 1991: Premio a la Excelencia en Investigación, IJCAI
- 1995: Premio Joseph Priestley
- 1995: Premio Rank, Royal Society of Medicine
- 1995: Premio Computer Pioneer, IEEE Computer Society
- 2001: Premio R.W. Wood, Optical Society of America
- 2001: Medalla Benjamin Franklin, Franklin Institute
- 2002: Premio In Praise of Reason, World Skeptics Congress
- 2013: Premio Fundación BBVA Fronteras del Conocimiento en Tecnologías de la Información y la Comunicación[6]

## Libros
- «Redes neuronales y el problema del modelo de cerebro». Título original en inglés «Neural Nets and the Brain Model Problem». Ph.D. disertación, Universidad de Princeton, 1954.
- «Computación: máquinas finitas e infinitas» Título original en inglés «Computation: Finite and Infinite Machines», Prentice-Hall, 1967.
- «Procesamiento de información semántica». Título original en inglés «Semantic Information Processing». MIT Press, 1968.
- «Perceptrones». Título original en inglés «Perceptrons» (con Seymour Papert). MIT Press, 1969.
- «Inteligencia artificial». Título original en inglés «Artificial Intelligence» (con Seymour Papert). Prensa de la Universidad de Oregón, 1972.
- «Robótica». Título original en inglés «Robotics» Doubleday, 1986.
- «La sociedad de la mente». Título original en inglés «The Society of Mind». Simon and Schuster, 1987.
- «La opción de Turing». Título original en inglés «The Turing Option» (con Harry Harrison). Warner Books, New York, 1992.
- «La máquina con emociones». Título original en inglés «The Emotion Machine». ISBN / ASIN: 0743276639.